# 恋せよカトリーヌ
「恋せよカトリーヌ」は、2020年7月1日にJVCケンウッド・ビクターエンタテインメント（現・ビクターエンタテインメント〈二代目〉）より発売された橋幸夫の182枚目のシングルで、テリー伊藤の全面プロデュースによるデビュー60周年記念曲となっている。12cmシングルCD（VICL-37551）形式で発売された。

## 概要
- 2020年は、1960年7月に「潮来笠」でデビューした橋にとっで60周年にあたる。
- 楽曲制作の経緯は、およそ15年前、橋が人づてにテリー伊藤が自分のファンであることを聞き、その後テリー伊藤の番組ゲストにも度々出演。橋はテリーの自由な発想に感銘を受け、一緒に今までに無い面白い事をやりたいと思い、60周年を機にそれが実現した。[2]
- 本楽曲を作詞・作曲及びプロデュースしたテリー伊藤は「今回幸運にも、橋さんの新曲の作詞作曲をさせていただくことになった。最初に思ったのは、『そうだ、橋幸夫は恋の伝道師なんだ！いくつになってもファンに恋する素晴らしさを伝える人なんだ！』そんな思いで『恋せよカトリーヌ』を作りました。」[3]としている。
- 一方橋は、「今回、僕は何も口を出さず、テリーさんにおまかせです。」「77歳の恋の歌って....照れるじゃないですか。だから最初は気恥ずかしさがあったが、徐々にこの歌の魅力を強く感じることができた.....60周年をテリーさんにお願いして良かった、と本当に思いますね。夢を感じますから」と述べている。[4]。
- c/wの「この世のおまけ」は、作詞荒木とよひさ、作曲橋本人、編曲は矢田部正。荒木はこれまでも『面影渡り鳥』（VIDL-11015）『花火音頭』VICL-36196）『長州にて候』（VICL-37017）など、ビクター復帰後の橋に詩を提供しており、本作は5年振りの共演となる。『恋せよカトリーヌ』とは真逆に、「生きているのはこの世のおまけ」という印象的な歌詞で、事前に話しあい、77歳の等身大の橋をテーマにしている。[3]。『花火音頭』は橋の本人名義、『長州にて候』は勅使原煌のペンネームでやはり本人の作曲で、荒木の作品は橋本人が作曲するケースが多い。
- 「60周年ご挨拶」として橋幸夫からのメッセージが収録されている。
- ミュージックビデオ「恋せよカトリーヌ」は、テリー伊藤が監督し、橋幸夫とアコーディオンで共演しているcobaが出演している。

## 収録曲
1. 恋せよカトリーヌ
作詞・作曲：テリー伊藤、編曲：萩田光雄
2. この世のおまけ
作詞：荒木とよひさ、作曲：橋幸夫、編曲：矢田部 正
3. 「60周年ご挨拶」 メッセージ：橋幸夫
4. 恋せよカトリーヌ（オリジナル・カラオケ）
5. この世のおまけ（オリジナル・カラオケ）

## 共演
coba（アコーディオン）

## 収録アルバム
アルバム未収録